# Tantras
Pour les articles homonymes, voir Tantra.
Cet article concerne les textes tantriques. Pour le bouddhisme tantrique, voir Vajrayana. Pour la pratique des tantras, voir tantrisme.
Les Tantras (« métiers à tisser » ou « tissages ») font référence à des textes nombreux et variés en rapport avec différentes traditions ésotériques prenant ses racines dans les philosophies hindouistes puis bouddhistes. La culture religieuse des tantras est essentiellement hindoue, et il a été démontré que les matériaux tantriques bouddhiques ont été dérivés de sources hindoues. Bien que les tantras hindouistes et bouddhistes ont de nombreuses similarités globales, elles ont différentes distinctions évidentes. Cet article concerne les tantras de l'hindouïsme, voir Vajrayana pour ceux du bouddhisme.

## Classes des tantras hindous
Le terme tantra est fabriqué en joignant (sandhi en sanskrit) deux autres termes sansrkit : tanoti (expansion) et rayati (libération). Tantra signifie libération d'énergie et expansion de la conscience depuis sa forme brute[réf. nécessaire]. C'est une méthodes d'expansion de l'esprit et de libération de l’énergie potentielle dormante, et ses principes forment la base de toutes les pratiques yogiques. Donc, les écrits tantriques hindouistes sont des références de techniques pour arriver à un résultat.
Les tantras hindous sont composés de 92 textes au total ; parmi eux, 64 sont de pures Abheda (littéralement « sans différenciation », ou monistes), connus sous le nom de tantras Bhairava ou tantras du Shivaïsme du Cachemire, 80 sont des Bhedābheda (littéralement « avec des différenciations et sans différenciations » monistes ou dualistes (en), connues sous le nom de tantras Rudra), et 10 sont complètement Bheda (littéralement « différenciés » ou dualistes, connus sous le nom de tantras Śiva). Les deux derniers (Tantras Rudra et tantras Śiva) sont utilisés par les Śaiva Siddhāntins, et sont pour cette raison, parfois appelés tantras Shaiva Siddhanta ou Śaiva Siddhānta Āgamas (en).